# Carlos Gomes (Río Grande del Sur)
Carlos Gomes es un municipio del estado brasileño de Río Grande del Sur.
Pertenece a la mesorregión Noroeste Rio-Grandense y a la microrregión de Erechim.

## Historia
Por el año 1907, inmigrantes polacos de las familias Sosnowski, Stodulski, Babinski, Osowski, Stawinski, Grzybowski, Ziger, Wilanowski, Pogorgelski, Jakubowski, Sztormowski, Longui, Slussarek, Wojakowski, Mikoanski, Andres, Wosinski, Meredik, Blasek, Strzelecki y Amadigi, viniendo de las colonias de Alfredo Chaves, São Marcos, Bento Gonçalves, Veranópolis, Guaporé y Garibaldi iniciaron la colonización de la localidad que en el futuro daría origen al Municipio de Carlos Gomes.
Fueron muchas las dificultades vividas por estos inmigrantes colonizadores, que más allá de la preparación de la tierra para agricultura, su principal actividad, tuvieron que pasar por un proceso de adaptación al idioma, costumbres y alimentación. 
La comunidad, desde su fundación, tuvo los siguientes nombres:
- Sede de los Polacos – la mayoría de los habitantes eran descendientes de poloneses;

- Rio del Pez – el río Apuaê, cerca de la ciudad, es llamado también de Río del Pez;

- Ribeirão Torto – nombre de la corriente de agua que corta a la ciudad;

- Nueva Polonia – homenaje al país de origen de los colonizadores;

- Carlos Gomes – reconocimiento a la Banda Musical que era muy querida por la comunidad (1944) y que tenía en su repertorio canciones del compositor Carlos Gomes.